# Caroline Schelling
Caroline Schelling, född Michaëlis, född 2 september 1763 i Göttingen, död 7 september 1809 i Maulbronn, var en tysk författare, översättare och salongsvärd. Hon var en av de så kallade Universitätsmamsellen, som utgjorde musor för flera av tidens berömda konstnärer. De övriga var Philippine Engelhard, Meta Forkel-Liebeskind, Therese Huber och Dorothea Schlözer.